# Macrargus carpenteri
Macrargus carpenteri là một loài nhện trong họ Linyphiidae. Chúng được Octavius Pickard-Cambridge miêu tả năm 1894.